# Moschiola
Moschiola is een geslacht van zoogdieren uit de familie van de dwergherten (Tragulidae). De wetenschappelijke naam van het geslacht werd in 1852 gepubliceerd door John Edward Gray.

## Soorten
Er worden 3 soorten in dit geslacht geplaatst:
- Moschiola indica (J. E. Gray, 1852) – Indiaas gevlekt dwerghert
- Moschiola kathygre Groves & Meijaard, 2005 – Geelgevlekt dwerghert
- Moschiola meminna (Erxleben, 1777) – Klein gevlekt dwerghert